# Роджър Бейкън
Роджър Бейкън (на английски: Roger Bacon) е английски философ и алхимик, сред най-известните францисканци на своето време.
Добре запознат с арабската философска и научна литература, той става един от първите привърженици на съвременния научен метод в Западния свят. Бейкън е един от първите теолози и философи, преоткрили и приели схващанията на Аристотел. Като резултат от това научно-експерименталния метод доминира над църковната схоластика.
Роджър Бейкън е обучаван в логиката и природната философия в Оксфорд и след 1247 става независим учен с интерес към езиците и научно-експерименталните проблеми. Това намира отражение в научните му трудове за теория на езика, латинска граматика, лингвистика, семиотика. През 50-те години е приет във францисканския орден и скоро влиза в конфликт с висшите му сановници. По времето на папа Климент IV той се радва на протекции, но след смърта му отново е подложен на репресии.
Интересът на Бейкън към езиците му помага да се запознае за редки гръцки и моравидски трудове по светлинна оптика. Античните трактати на Аристотел за метафизиката са вече познати на не толкова догматичните тогава ислямски научни среди и вече са коментирани от Авицена и Авероес. Въз основа на това Бейкън реагира на новооткритите за Западния свят данни като излага всичко в собствен труд Opus Majus, 1267. Неговите разглеждания са разпределени в 7 дяла:  Causae Erroris, Philosophiae cum Theologia Affinitas, De Utilitate Grammaticae, Mathematicae in Physicis Utilitas, De Scientia Perspectivae, De Scientia Experimentali, Moralis Philosophia). В съкратен вид излиза  като 'Opus Minus, а за въведение към двете издава Opus Tertium. 